# فرديناند لايتنر
فرديناند لايتنر (بالألمانية: Ferdinand Leitner)‏ (و. 1912 – 1996 م) هو ملحن، وموزع (موسيقى) ألماني، ولد في برلين، توفي في زيورخ، عن عمر يناهز 84 عاماً.

## وصلات خارجية
- فرديناند لايتنر على موقع IMDb (الإنجليزية)
- فرديناند لايتنر على موقع مونزينجر (الألمانية)
- فرديناند لايتنر على موقع ميوزك برينز (الإنجليزية)
- فرديناند لايتنر على موقع أول ميوزيك (الإنجليزية)
- فرديناند لايتنر على موقع ديسكوغز (الإنجليزية)

- فرديناند لايتنر في قاعدة بيانات الأفلام على الإنترنت